# Khodabandeh (circoscrizione elettorale)
La Circoscrizione di Khodabandeh è un collegio elettorale iraniano istituito per l'elezione dell'Assemblea consultiva islamica. 

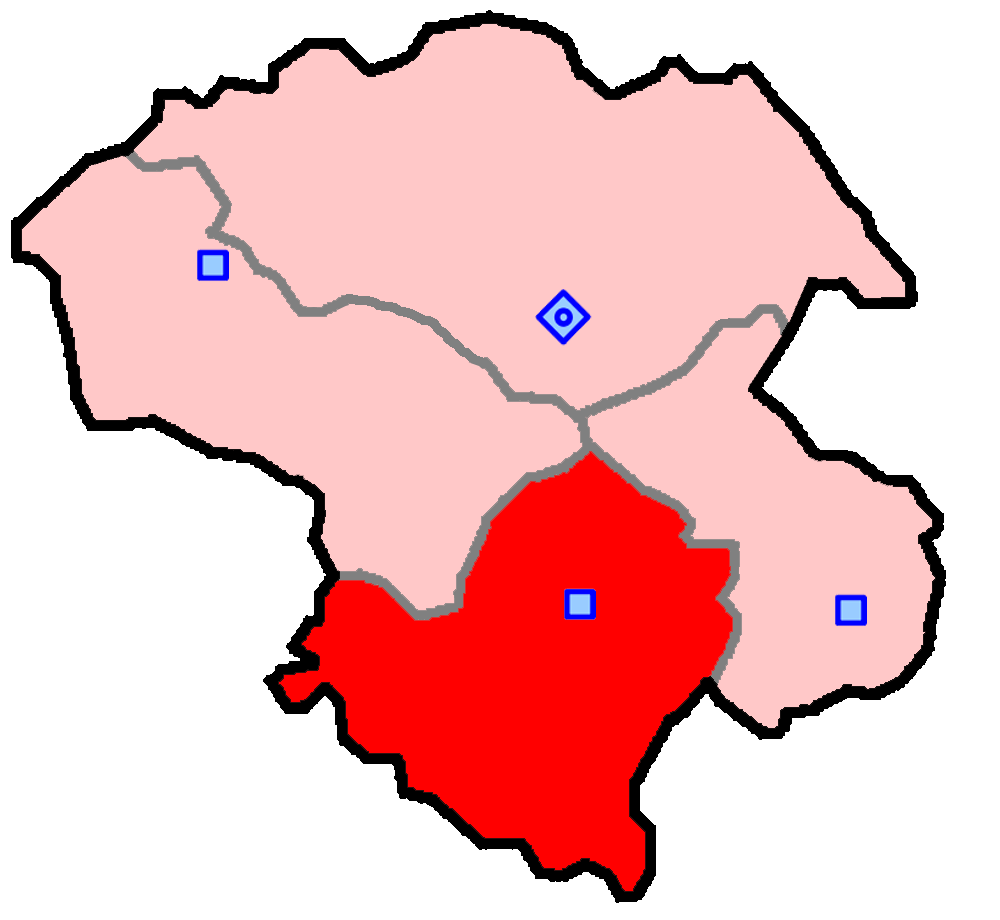
La circoscrizione di Khodabandeh, all'interno della Provincia di Zanjan

## Elezioni
Durante le Elezioni parlamentari in Iran del 2012 viene eletto con il 42.94% dei voti (pari a 41,741 preferenze) Seyyed Mohammadi Ali Mosavi.
Alle Elezioni parlamentari in Iran del 2016 è stato invece Ahmad Bighdeli, con 16,300 voti al primo turno e 39,081 voti al ballottaggio, a trionfare.